# 1999年下関市市長選中傷デマビラ事件
1999年下関市市長選中傷デマビラ事件（1999年しものせきししちょうせんちゅうしょうデマビラじけん）とは、1999年下関市の市長選において、自民党が推薦する現職市長に対抗して立候補した野党系候補が有力と見られていたが、当時多かった民族ヘイトや反北朝鮮感情を利用し野党系候補を在日であるとするような事実無根のデマ文書をばらまかれ、落選した事件。
後に首相となる安倍晋三の地元事務所秘書がこの怪文書をばらまいたブローカーにこの件で報酬を支払ったものの、その金額等をめぐってトラブルとなり、後の安倍晋三宅火炎瓶投擲事件の発生につながっている。

## 概要
1999年下関市の市長選において安倍派が推し再選を目指す自民党推薦の現職市長に対し、先に衆院選で山口4区を野党民主党の候補として安倍晋三と争った古賀敬章が立候補した。ちなみに、現職市長は前回選挙では反自民の新進党推薦で当選したものの自民党推薦に鞍替え、対抗して立った古賀候補は新進党の後を継いだ民主党の推薦を受けていた。
当初は古賀が優勢とみられていた。ところが、古賀が北朝鮮生まれの在日であり彼が当選すれば下関に北朝鮮による拉致・麻薬・工作船が出現しかねないとする事実無根のデマ文書が多数ばら撒かれた。古賀は落選した。
この怪文書をばら撒いたとみられる選挙ブローカーはその報酬を当時自民党議員であった安倍晋三の地元事務所の秘書に要求、秘書はこれに対し、300万円を絵画売買に偽装して支払った。『長周新聞』は、土地ブローカーが安倍派の推す候補を支援し対立候補の選挙妨害をした結果、土地ブローカーが金銭を要求したとの説をとっている。一方で、ジャーナリストの山岡俊介は、これは報酬を値切ったというような矮小な事件ではなく、スーパー進出に絡む道路計画の変更やその他もろもろの利権が絡む、大きな事件の可能性もあるのではないかと指摘している。このスーパー進出に伴う土地計画問題をめぐっての対立の可能性は、火炎瓶事件関係者の逮捕後に読売新聞でもショッピングセンター進出をめぐる問題として指摘されている。

## 余波
多大な利権が絡んでいたのかどうか、いずれにせよブローカーは300万円の報酬支払に納得せず、要求を続け、安倍自身とブローカーがじかに会って交渉する事態となっている。このとき山口県警の元幹部であった人物が安倍事務所の筆頭格秘書（先の秘書とは別人）となっていて、この両者の会見のために動いている。
結局、交渉は決裂、安倍事務所はブローカーを恐喝で訴えたものの起訴猶予となりブローカーは釈放された。これを不当な告訴・逮捕として恨みに思ったブローカーは、当初は民事訴訟等で合法的に賠償を取ろうと努めていたものの引き受ける弁護士はなく、恨みを募らせた結果、工藤会系の暴力団組長を雇い、安倍関係の複数の建物に連続して火炎瓶を投げ込む事件を起こすに至っている。最終的に、この火炎瓶投擲事件では実際に選挙妨害依頼があったかについては触れないまま、秘書からの報酬支払は実際にあったことが認定されている。（参照：安倍晋三宅火炎瓶投擲事件）